# Droga wojewódzka 941
Droga wojewódzka 941 (DW 941) je silnice, nacházející se v Slezském vojvodství v okrese Těšín v jižním Polsku. Její délka je 33 km a spojuje Harbutowice s Jistebnou.

## Sídla ležící na trase silnice
- Harbutovice
- Ustroň
- Wisła
- Jistebná